# 太陽十字

太陽十字

太陽十字（たいようじゅうじ、英語: sun cross, solar cross）または車輪十字（しゃりんじゅうじ、英語: wheel cross）は、円の中に十字を描いた太陽のシンボルである。
このデザインは、特にヨーロッパにおける先史時代（新石器時代から青銅器時代）によく見られ、同時代の文化の象徴である。シンボルの普遍性と先史時代の宗教における明らかな重要性から、このシンボルは太陽のシンボルと解釈されている。また、東洋でも古代より色々な用途や意味などで使用されている。
Unicodeでは、U+1F728 🜨 alchemical symbol for verdigrisとして割り当てられている。なお、U+2295 ⊕ circled plusやU+2A01 ⨁ n-ary circled plus operatorは似た形をしているが、これらは数学の演算子であって太陽十字ではない。

## 太陽のシンボルとしての解釈

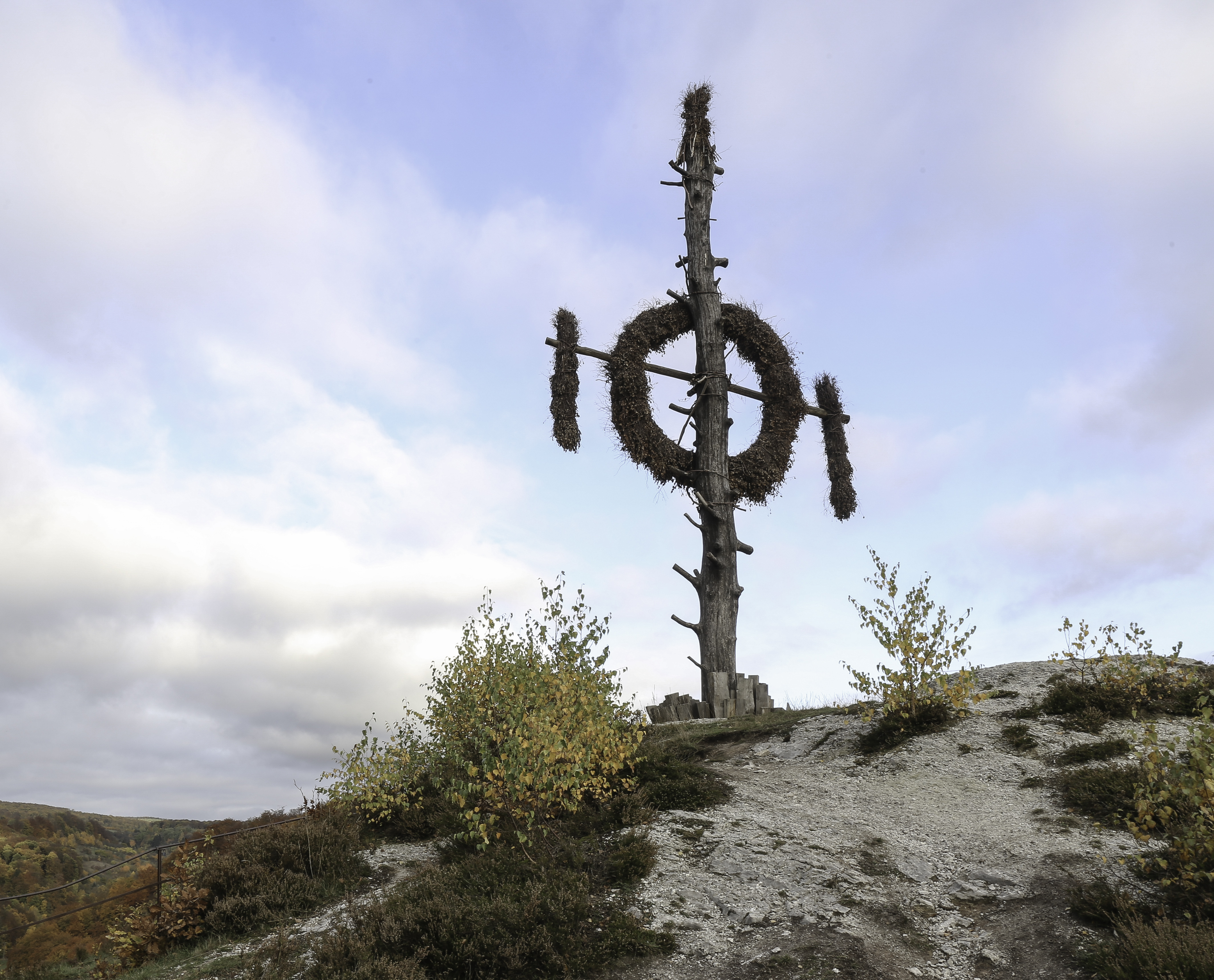
クヴェステンベルクのQuestenbaum（クヴェステンバウム、クヴェステの木）。古代の異教の太陽の輪

青銅器時代の宗教における単純な等辺の十字が太陽の象徴であるとする解釈は、19世紀の学者の間で広まっていた。円に十字は、太陽の円を太陽神の戦車（チャリオット）の車輪とする解釈から派生した太陽のシンボルとして解釈された。Wieseler（1881年）は、ゴート文字 Hwair(𐍈)に反映された、円に十字の車輪のシンボルによって太陽の神を表す（未検証の）ゴシックルーン hvel（車輪）を仮定した。
一方、英語の"Sun-Cross"という用語は比較的最近のもので、明らかにドイツ語のSonnenkreuz（ゾンネンクロイツ）から借用され、1955年のルドルフ・コッホの"Book of Signs"の翻訳で使われている。
ドイツ語のSonnenkreuzという用語は、19世紀の学術文献で、太陽のシンボルとして解釈される任意の十字のシンボル（円の有無は問わず等辺の十字や斜めの十字（聖アンデレ十字））を指す言葉として使用された。Sonnenkreuzは1920年代に国際汎ヨーロッパ連合の旗のデザインに使用された。1930年代、ドイツ信仰運動におけるキリスト教とゲルマン異教主義の結びつきとして、腕が曲がった（卍に似た）シンボルのバージョンがよく使われた。
アイルランドでは、聖パトリックが異教のアイルランド人を改宗させる際にケルト十字を創った、という伝説が広く信じられている。彼はキリスト教のシンボルであるラテン十字と太陽のシンボルである円環を組み合わせたとされる。これは太陽の生命の源としての属性を十字と結びつけることで、十字の重要性を異教の信者に伝えるためである。

## 考古学的な記録

### 青銅器時代

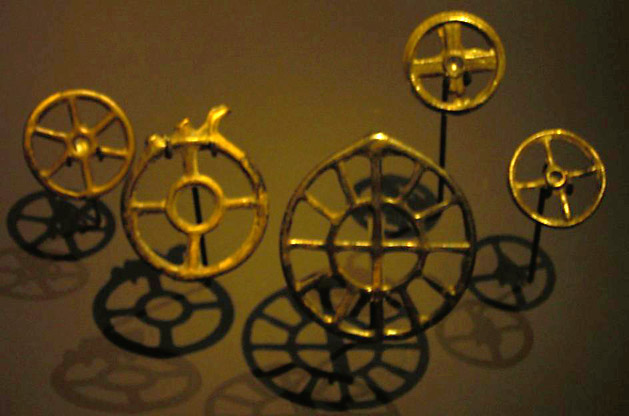
チューリッヒで発見された紀元前2000年代後半の車輪型ペンダント（スイス国立博物館蔵）。スポークが6本の車輪のもの、中央が空いた円になっているもの、4本スポークの車輪を12本のスポークの車輪が囲んでいるものなどのバリエーションがある。

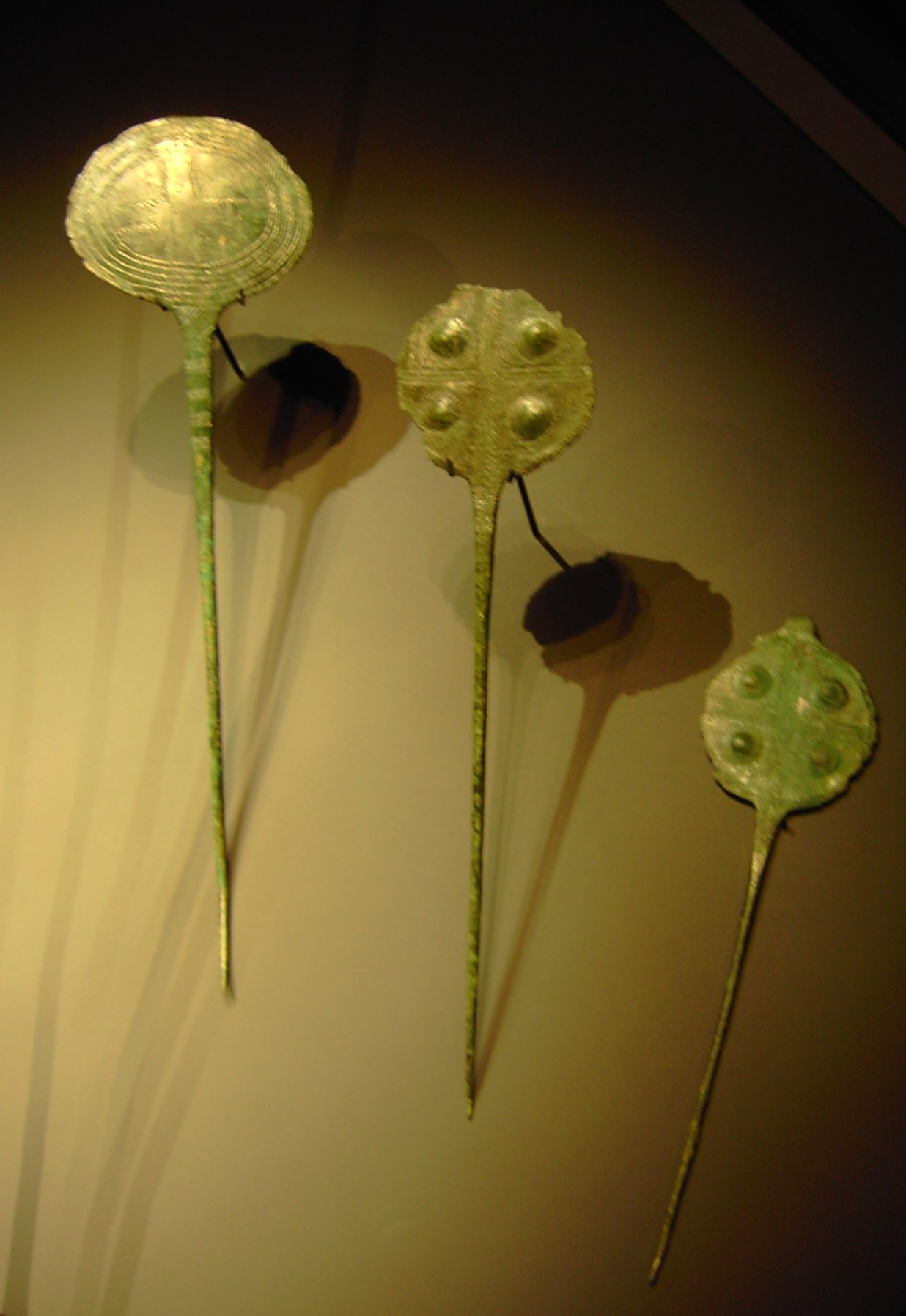
スイスで発見された紀元前2000年代前半の装飾用のピン。円形の頭が十字に切られている

ヨーロッパの青銅器時代の宗教では、カルトアイテムとして識別された人工物において円と十字の意匠が頻繁に現れる。例えば、光にかざしたときに十字が見える琥珀がはめ込まれた「ミニチュアスタンダード」が、コペンハーゲンのデンマーク国立博物館で展示されている。青銅器時代のシンボルはまた、チャリオットの車輪（当時はスポークが4本だった。線文字Bの「車輪」𐃏を参照）とも結びついていた。

## 現代の文化

### 天文学
現代の天文学においては、同じシンボルが太陽ではなく地球を表すシンボルとして使われている。太陽は中心点を持つ円で表される。

### 民族誌
アメリカ州の先住民族やその他の先住民族は、象徴的に装飾のために太陽十字を現在でも使用している。

### 政治
ペルシャのサーサーン朝の旗には、Derafsh Kaviani呼ばれる同様の太陽十字が使われていた。
ヨーロッパの象徴として、国際汎ヨーロッパ連合の旗の中心的要素として使われている。
ノルウェーのファシズム政党・国民連合は、1933年から1945年までの公式シンボルとして赤い背景に金色の太陽十字を使った。円と十字はノルウェーの守護聖人であるオーラヴ2世に関連するもので、色はノルウェーの国章から取られた。
現代のヨーロッパでは、白人至上主義団体やファシズム団体のシンボルによく使われる。クー・クラックス・クランのシンボルも太陽十字であるし、ブルガリアの極右団体ラートニクの旗にも太陽十字が見られる。

### 宗教と復興異教主義
ウィッカでは、太陽十字は太陽だけでなく四季のサイクルである一年の車輪の四象限も表している。復興異教主義では、信仰と異教文化の再構築のために太陽十字を使用した。

## 例

車輪十字
単純な太陽十字
太陽十字
ケルト十字の太陽十字
十字と円
8本スポークの太陽車輪
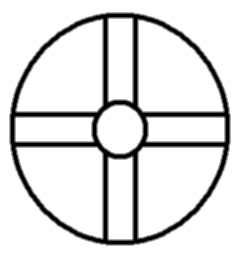
太陽十字
天文学における地球のシンボル
まんじのような切れ目のある十字の円（逆卍（ぎゃくまんじ））
カドの太陽十字
アッシュールの太陽十字
アッシュールの太陽十字とナンナの三日月
バイエルのロゴ
島津氏の家紋「丸に十字」